# Maka Albarn
Maka Albarn (jap. マカ・アルバーン, Maka Arubān) jedna je od glavnih likova središnjih radnji u japanskoj animiranoj seriji imena Soul Eater koju je stvorio Atsushi Okubo. Glas joj u sinkronizaciji na engleski jezik posuđuje Laura Bailey.
U seriji joj se najčešće pridružuju suprotagonisti Black Star, Death the Kid i Crona. Oružje joj je lik imena Soul Evans koji ima sposobnost pretvaranja u kosu smrti.